# Place Max-Rouquette
La Place Max-Rouquette (ancienne Place des Arceaux) est une place de Montpellier (Hérault) 

## Origine du nom
Elle porte le nom de Max Rouquette (1908-2005) écrivain français de langue occitane.

## Historique
Anciennement place des arceaux, en raison de la proximité de l'aqueduc, à l'ouest du Parc du Peyrou, cette place se trouve dans le prolongement de la promenade du Peyrou qui date du XVIIIe siècle. 
Le 6 mai 2006, la place est rebaptisée Place Max-Rouquette en hommage à Max Rouquette, décédé en 2005. À l'occasion de cette inauguration, des démonstrations de tambourin ont lieu.

## Bâtiments remarquables et lieux de mémoire

### Balle au tambourin
Le 2 et 3 juillet 2005, la Coupe d'Europe des clubs champions de balle au tambourin se déroule aux Arceaux après une éclipse de deux décennies. La place est en effet le haut-lieu du jeu de balle au tambourin à Montpellier entre la fin du XIXe siècle et le milieu des années 1980, date à laquelle la mise en place d'un parking automobile chasse les joueurs. C'est là que se tient notamment la première rencontre internationale France-Italie le 14 août 1955.